# Psapharochrus guatemalensis
Psapharochrus guatemalensis là một loài bọ cánh cứng trong họ Cerambycidae.